# مرحله پلی آف مقدماتی ای‌اف‌سی کاپ ۲۰۱۳
مرحله پلی آف مقدماتی ای‌اف‌سی کاپ ۲۰۱۳ در ۹ فوریه ۲۰۱۳ برگزار شد تا تکلیف یکی از ۳۲ تیم حاضر در مرحله گروهی مشخص شود.

## قرعه‌کشی
قرعه‌کشی مرحله پلی آف مقدماتی در تاریخ ۶ دسامبر ۲۰۱۲، ساعت ۱۵:۰۰ به وقت یوتی‌سی ۸:۰۰+، در ساختمان ای‌اف‌سی در کوالا لامپور، مالزی برگزار شد.
سه تیم زیر (همگی از منطقه غرب آسیا) در قرعه‌کشی مرحله پلی آف مقدماتی قرار گرفتند:
- الوحده
- ریگر-تداز
- الاهلی تعز

به دلیل انصراف المحرق پس از قرعه‌کشی، ریگر-تداز که در ابتدا قرار بود برای حضور در مرحله گروهی با برنده بازی بین الوحده و الاهلی تعز بازی کند، مستقیماً در گروه A قرار گرفت، در حالی که برنده بازی بین الوحده و الاهلی تعز به گروه B وارد شد تا جایگزین المحرق شود.

## فرمت
هر بازی به صورت تک‌بازی انجام شد و در صورت لزوم از وقت اضافه و ضربات پنالتی برای تعیین برنده استفاده شد. برنده به مرحله گروهی راه می‌یابد تا به جمع ۳۱ تیم راه یافته به مرحله گروهی بپیوندد.

## مسابقه
| تیم ۱  | نتیجه | تیم ۲      |
| ------ | ----- | ---------- |
| الوحده | ۳–۵   | الاهلی تعز |

| الوحده                       | ۳–۵    | الاهلی تعز                                                         |
| ---------------------------- | ------ | ------------------------------------------------------------------ |
| خربین ۱۸'، ۹۰+۱' · الحاج ۸۶' | Report | عارف ۷' · الحبیشی ۳۱' (پنالتی)، ۷۸' · مهدی ۵۵' (پنالتی) · دونگ ۸۱' |

نکات
1. ^ به دلیل نگرانی‌های امنیتی، به تیم‌های سوریه اجازه برگزاری مسابقات خانگی در کشورشان داده نشد.